# 牛踐初
牛踐初（1905年8月27日—1995年2月11日），諱懷善。江蘇省淮安縣人。民國37年（1948年）在江蘇省第六選區當選第一屆立法委員。

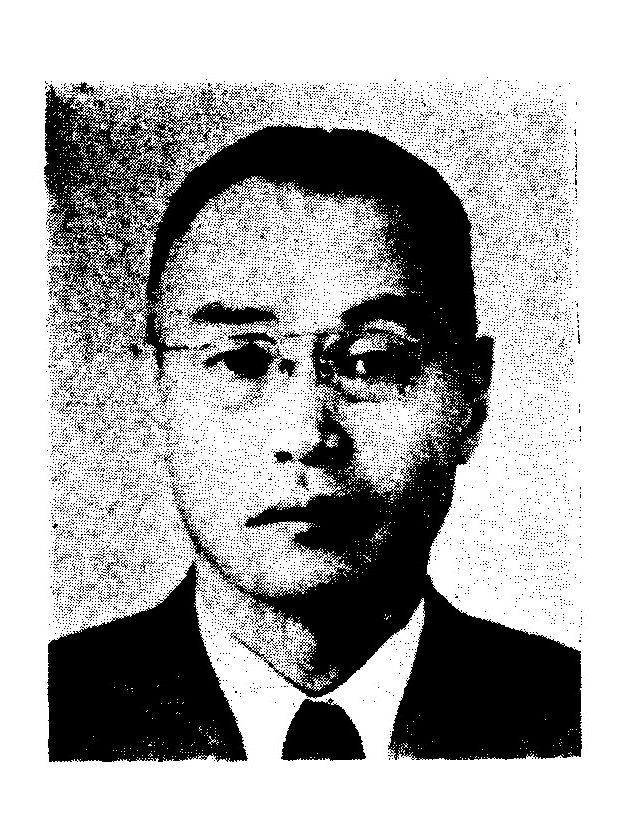

## 生平[1][2][3][4][5][6][7]
- 中國公學大學部中央訓練團一期
- 革命實踐研究院十七期聯幹班第七期畢業
- 江蘇省淮安、川沙等縣黨部委員、常務委員
- 江蘇省泗陽、興化、灌雲等縣政府秘書、科長
- 江蘇省江浦、淮陰、溧陽等縣教育局局長
- 國華中學校校長
- 中央組織部軍隊黨務處總幹事、指導專員
- 江蘇省黨部執行委員兼書記長
- 蘇北黨務辦事處兼主任
- 江蘇省軍隊特別黨部執行委員兼書記長
- 江蘇省保安司令部、政治部少將、主任教育部、魯蘇戰區戰時教育督導專員
- 教育部江蘇省青年復學就業輔導處主任
- 三民主義青年團江蘇省支團部幹事
- 江蘇省參議會參議員
- 江蘇省議會省議員
- 中央省部黨務顧問
- 中央黨部評議委員
- 1995年2月11日病逝